# Danny Wuyts
Danny Wuyts (Antwerpen, 17 december 1968) is een Vlaams acteur, componist, pianist en zanger.
Hij speelde de rol van orkestleider in de film Bitter Moon (1992) van Roman Polanski en schreef de muziek voor de speelfilm Close van Paul Collet.
Wuyts was ook pianist voor het radioprogramma Ochtendkuren met Dirk Somers en Luc Verschueren en het televisieprogramma De Notenclub.
Onder de artiestennaam Humuz had hij een hitje in 1996 met het nummer "Johnny en Marina", op de muziek van Los Del Rio's Macarena. Hij vormde ook het duo Wuyts & Schepens met Jan Schepens.
In 2013 deed Wuyts mee aan de zangtalentenjacht The Voice van Vlaanderen. Hij kwam niet door de Blind Auditions.